# Filtr UV
Filtr UV – sterylizator akwarystyczny wykorzystujący promieniowanie UV - ultrafioletowe, filtr zewnętrzny, zamknięty.

## Budowa
Urządzenie wyposażone w lampę emitującą promieniowanie UV zabójcze dla organizmów żywych, umieszczoną w szczelnej i nieprzepuszczalnej dla tego promieniowania obudowie, umożliwiającej jednocześnie przepływ strumienia wody wokół rury lampy UV.  Filtr UV może być:
- filtrem samodzielnym - wtedy wymaga własnej pompy i obiegu wody,
- włączony w system odprowadzający wodę z filtra zewnętrznego - wtedy nie wymaga własnej pompy a przepływ wody zapewnia pompa napędzająca filtr. Rozwiązanie ma tę wadę, że może spaść wydajność filtra, z którym pracuje, gdyż filtr UV zamontowany na wężu odpływowym stanowi dodatkowy opór dla wypływającej wody i obciążenie dla pompy.
- zintegrowany z filtrem zewnętrznym, lampa UV jest zamontowana w specjalnie do tego przeznaczonej komorze filtra.

## Zastosowanie
Zadaniem filtra jest sterylizacja wody, zniszczenie szkodliwych organizmów: glonów, ich zarodników i form przetrwalnikowych, pierwotniaków, bakterii, wirusów, pasożytów, ich larw. Najczęściej wykorzystywany do:
- zwalczania plagi glonów pływających, zielenic i cyjanobakterii,
- zwalczania tych pasożytów (i ich larw), których jeden lub kilka z cykli rozwojowych przebiega w toni wodnej,
- sterylizacji wody w akwariach zaatakowanych przez bakterie chorobotwórcze,
- sterylizacji wody w akwariach z wrażliwymi rybami podatnymi na choroby,
- sterylizacji wody w akwariach tarliskowych,
- klarowania wody i zapewnienia jej krystalicznej przejrzystości.

Filtr UV wyjaławia wodę niszcząc wszystkie organizmy, które dostają się z wodą do wnętrza filtra w zasięg promieniowania UV, także te pożądane w akwarium dlatego nie zleca się ciągłej pracy filtra, gdyż w takim przypadku może spowodować bardzo gwałtowne zachwianie równowagi biologicznej po jego wyłączeniu. Zaleca się raczej jego stosowanie jako krótkotrwałego zabiegu pielęgnacyjnego dla doraźnego zwalczenia wymienionych wyżej problemów.